# 王義芳
王義芳（1958年2月—），河北平乡人。

## 生平
1975年2月参加工作，1985年2月加入中国共产党。武汉钢铁学院（现武汉科技大学）冶金系炼钢专业毕业，工程硕士学位，高级工程师。曾任河北鋼鐵集團有限公司董事長，河北省十二届人大财经委副主任。
早年毕业于武汉钢铁学院（现武汉科技大学）冶金系炼钢专业，毕业后进入邯郸钢铁总厂，历任二炼钢厂技术员、转炉工段副段长、铸锭工段、转炉工段段长、生产科科长、副厂长。1995年11月，任邯郸钢铁（集团）有限责任公司二炼钢厂厂长。1998年1月，任邯郸钢铁（集团）有限责任公司副总经理。2002年7月，升任总经理。2005年12月，任唐山钢铁集团有限责任公司总经理、党委书记、副董事长。2008年唐鋼、邯鋼、承鋼、宣鋼四家合併，成為河北鋼鐵集團，同年7月，任河北钢铁集团有限公司董事长、总经理、党委副书记。
在2008年委任河北鋼鐵集團管理層，曾任邯郸钢铁集團有限責任公司，以及唐山鋼鐵集團有限責任公司董事長兼總經理，同時第十一屆全國人大代表委員。2013年，被选为全国人大代表。2014年1月，任河北省十二届人大财经委副主任。
曾创造了闻名全国的“邯钢经验”，在担任唐钢集团总经理期间推进了唐钢、宣钢、承钢的三钢合一。并在全球钢铁并购重组愈演愈烈的强势冲击下，推动唐钢集团、邯钢集团强强联合，成立河北钢铁集团。
2016年7月19日，涉嫌严重违纪，接受组织调查。

## 相關連結
- 王义芳 河北钢铁集团董事长、总经理 加快产业升级步伐建设一流钢铁强企[永久]
- 河北钢铁集团董事长王义芳：重组之难，在于利益重划 商业评论网 （页面存档备份，存于）
- 中國第一大鋼企河北鋼鐵是如何煉成的_財經_鳳凰網 （页面存档备份，存于）